# Ingénierie quantique

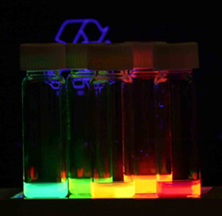
Points quantiques colloïdaux irradiés par une lumière UV. Des points quantiques de différentes tailles émettent des lumières de couleurs différentes en raison du confinement quantique.

L'ingénierie quantique est le domaine de l'ingénierie basée ou principalement basée sur les lois de la mécanique quantique, par exemple en vue de capteurs quantiques ou des ordinateurs quantiques pour accélérer et améliorer les modèles d'intelligence artificielle et aboutir à une intelligence artificielle quantique. Bien que les ordinateurs quantiques promettent une accélération exponentielle de résolution de problèmes spécifiques inatteignables par l'informatique classique, rien ne prouve encore qu'ils permettront, à eux seuls, l'« hypercalcul », c'est-à-dire le dépassement de la barrière de Turing... car il existe des limites, à ce jour considérées comme fondamentales, liées au stockage et à l'accessibilité de l'information dans les états quantiques).

## Contexte
Depuis le milieu du XXe siècle, de nombreux dispositifs s'appuyant sur les effets de la mécanique quantique, tels que les lasers, l'IRM et les transistors, ont révolutionné divers domaines technologiques ; et de nouvelles technologies, plus complexes, sont en cours de développement, s'appuyant sur des phénomènes tels que la cohérence quantique et sur les progrès réalisés au cours du siècle dernier dans la compréhension et le contrôle des systèmes à l'échelle atomique, et les nouvelles techniques d'imagerie, la communication sécurisée basée sur la cryptographie quantique qui pourrait peut-être conduire à un « Internet quantique »,, et l'informatique quantique,,,,.

## Historique
Le domaine des technologies quantiques a notamment été présenté par Gerard J. Milburn dans un ouvrage publié en 1997, puis dans un article de Milburn et Jonathan P. Dowling en 2003, et dans une publication distincte de David Deutsch la même année.
L'application de la mécanique quantique paraissait évidente dans plusieurs technologies, dont par exemple les systèmes lasers, les transistors et les dispositifs à semi-conducteurs, ainsi que d'autres dispositifs tels que les imageurs IRM. Le Defence Science and Technology Laboratory (DSTL) du Royaume-Uni a regroupé ces technologies sous l'appellation « quantum 1.0 » pour les différencier d'une nouvelle génération (dite « quantum 2.0 », de dispositifs qui créent, manipulent et lisent activement les états quantiques de la matière, en utilisant les effets de la superposition quantique et de l'intrication quantique.
À partir de 2010, certains gouvernements ont initié et/ou financé des programmes visant à explorer ces technologies quantiques, tels que le programme national britannique sur les technologies quantiques (UK National Quantum Technologies Programme), qui a créé quatre « pôles » quantiques. Ces pôles se trouvent au Centre for Quantum Technologies à Singapour, et au QuTech, un centre néerlandais dédié au développement d'un ordinateur quantique topologique.
En 2016, l'Union européenne a lancé le Flagship Technologies Quantiques,, un mégaprojet de 10 ans et d'un milliard d'euros, de taille similaire aux précédents projets européens Future and Emerging Technologies Flagship,.
En décembre 2018, les États-Unis ont adopté le National Quantum Initiative Act, doté d'un milliard de dollars par an pour la « recherche quantique ». La Chine construit la plus grande installation de recherche quantique au monde, avec un investissement prévu de 76 milliards de yuans (environ 10 milliards d'euros),. Le gouvernement indien a également investi 8 000 crores de roupies (environ 1,02 milliard de dollars américains) sur 5 ans pour stimuler les technologies quantiques dans le cadre de sa Mission quantique nationale.
De grandes entreprises ont aussi investi dans ce domaines, dont par exemple Google, D-Wave et l'université de Californie à Santa Barbara (UCSB) ont formé des partenariats et réalisé des investissements pour développer la technologie quantique. Microsoft a, en février 2025, affirmé disposer d'une puce Majorana 1 (nom faisant allusion aux quasi-particules de Majorana et plus précisément aux modes de Majorana à énergie nulle) contenant des qubits topologiques, puce dont les capacités ont été mises en doute par divers chercheurs dans la revue Nature,.

## Applications

### Communications sécurisées
La communication quantique sécurisée est une méthode se voulant « quantique-sûre » face à l'avènement des ordinateurs quantiques qui pourront facilement briser les systèmes de cryptographie actuels, via par exemple l'algorithme de Shor. Ces méthodes « sûres » incluent la distribution quantique de clé (DQC), une méthode de transmission d'informations utilisant de la lumière intriquée d'une manière qui rend toute interception de la transmission évidente pour l'utilisateur. Une autre méthode est le générateur de nombres aléatoires quantique, capable de produire des nombres véritablement aléatoires, contrairement aux algorithmes non quantiques qui ne font qu'imiter le caractère aléatoire.

### Informatique
Les prospectivistes s'attendent à ce que les ordinateurs quantiques aient des usages importants dans des domaines informatiques et de l'intelligence artificielle tels que l'optimisation et l'apprentissage automatique. Ils sont peut-être mieux connus pour leur capacité attendue à exécuter l'algorithme de Shor, qui peut être utilisé pour factoriser de grands nombres et est un processus important dans la sécurisation des transmissions de données.
Les simulateurs quantiques sont des ordinateurs quantiques destinés à produire des jumeaux numériques et d'autres simulations du monde réel (composé chimique par exemple),. Ils sont plus simples à construire que les ordinateurs quantiques à usage général, car un contrôle complet de chaque composant n'est pas nécessaire.
Les simulateurs quantiques en développement incluent des systèmes basés sur des atomes ultra-froids dans des réseaux optiques, les ions piégés, les réseaux de qubits supraconducteurs, et d'autres.

### Capteurs
Les capteurs quantiques pourraient avoir des applications très variées, dont par exemple dans les systèmes de positionnement, les technologies de communication, les capteurs de champs électriques et magnétiques, la gravimétrie ainsi que pour la recherche géophysique et le génie civil et la sismologie.

## Programmes d'éducation
L'ingénierie quantique, si elle n'est pas rapidement prise en charge par des intelligences artificielles, va probablement devenir une discipline d'ingénierie à part entière pour répondre aux besoins de l'industrie naissante de l'informatique quantique.
Au début des années 2020, les scientifiques et techniciens de ce domaine ont principalement une formation en physique ou en ingénierie, et des « compétences en ingénierie quantique » acquises sur le terrain par l'expérience. Une enquête faite auprès de plus de vingt entreprises a cherché à identifier les compétences scientifiques, techniques et « générales » recherchées chez les nouvelles recrues. Les entreprises recherchent des personnes familières avec les technologies quantiques, et possédant aussi d'excellentes compétences pratiques en laboratoire.
Plusieurs universités techniques ont lancé des formations dans ce domaine, dont par exemple, l'ETH Zurich avec son Master of Science en Ingénierie Quantique (conjointement portées par le département de génie électrique (D-ITET) et le département de physique (D-PHYS). L'EPFL a monté un Master en Science et Ingénierie Quantiques, combinant des cours de physique et d'ingénierie quantiques avec des opportunités de recherche. L'Université de Waterloo a lancé des programmes d'ingénierie de troisième cycle intégrés au sein de l'Institut d'informatique quantique,. Des programmes similaires sont poursuivis à l'université de Delft, à l'université technique de Munich, au MIT, à CentraleSupélec et dans d'autres universités techniques.
Dans le premier cycle, les opportunités de spécialisation sont rares, mais quelques Institutions ont commencé à proposer des programmes (ainsi, l'Université de Sherbrooke a ouvert un baccalauréat en sciences de l'information quantique, l'Université de Waterloo a ouvert une spécialisation quantique dans son programme de génie électrique, et l'université de Nouvelle-Galles du Sud un baccalauréat en ingénierie quantique. Un rapport sur le développement de ce diplôme de baccalauréat a été publié dans IEEE Transactions on Quantum Engineering. Les étudiants sont formés au traitement du signal et de l'information, à l'optoélectronique et à la photonique, aux circuits intégrés (bipolaires, CMOS) et aux architectures matérielles électroniques (VLSI, FPGA, ASIC). Ils s'initient aux applications émergentes de détection quantique, de communication et de cryptographie quantiques, ou encore de traitement de l'information quantique. Ils apprennent les principes de la simulation quantique et de l'informatique quantique, et se familiarisent avec différentes plateformes de traitement quantique, telles que les ions piégés et les circuits supraconducteurs. Des projets de laboratoire pratiques aident les étudiants à développer les compétences techniques nécessaires à la réalisation pratique des dispositifs quantiques, consolidant ainsi leur formation en science et technologies quantiques.

## Vers une intelligence artificielle générale?
En 2024, selon les philosophes Anna Grabowska et Artur Gunia de l'université Jagellonne de Cracovie : « dans l'état actuel des choses, les technologies quantiques ne semblent pas apporter la percée attendue au problème de la construction d’un agent artificiel et véritablement intelligent » ; on n'a pas encore de preuve permettant d'affirmer que la seule focalisation sur l'informatique quantique puisse conduire à la superintelligence. L'intelligence générale ne dépend pas nécessairement, a priori, des effets quantiques, et l'accélération d'algorithmes existants par des moyens quantiques ne garantit pas la production ou reproduction d'une véritable intelligence ou superintelligence, une notion qui demeure un défi conceptuel majeur pour l'humanité. L'ingénierie quantiques ne fournissent pas, à ce jour, de voie claire pour sa résolution.